# Delias hagenensis
Delias hagenensis är en fjärilsart som beskrevs av Morinaka, van Mastrigt och Atuhiro Sibatani 1993. Delias hagenensis ingår i släktet Delias och familjen vitfjärilar. Inga underarter finns listade i Catalogue of Life.